# TX Piscium
TX Piscium (TX Psc / 19 Piscium) és un estel variable a la constel·lació dels Peixos. S'hi troba a 760 anys llum de distància del sistema solar.

## Característiques
TX Piscium és un estel de carboni de tipus espectral C5II classificat com a gegant lluminós. La seva temperatura superficial és de només 3.050 K. En els estels de carboni, a diferència de la resta dels estels, el carboni és més abundant que l'oxigen i en el seu espectre apareixen línies d'absorció degudes a compostos de carboni. La relació carboni/oxigen de TX Piscium és 1,027 i en el seu espectre s'observen línies degudes a carboni molecular, cianogen (CN), CH, CO) i àcid cianhídric (HCN), entre d'altres. Aquests compostos absorbeixen preferentment la llum blava en l'espectre visible pel que aquests estels tenen un color vermell molt accentuat. En l'espectre de TX Piscium també apareixen línies d'absorció de l'element tecneci. Atès que tots els isòtops d'aquest element són inestables, la seva presència és una prova de la seva nucleosíntesi a l'interior estel·lar i la seva posterior pujada a la superfície.
La seva lluminositat total és 4.700 vegades superior a la del Sol. A partir de la mesura del seu diàmetre angular es pot avaluar el seu veritable diàmetre, i aquest és 240 vegades més gran que el del Sol, cosa que equival a 1,20 ua. La seva metal·licitat —abundància relativa d'elements més pesats que l'heli— és semblant a la solar.
TX Piscium es troba en estat avançat de la seva evolució estel·lar. Té un nucli inert de carboni i està incrementant la seva lluminositat per segona vegada. Quant a la seva massa, se sap que és major que la massa solar, però no es coneix amb exactitud.

## Variabilitat
De magnitud aparent mitjana +5,04, TX Piscium mostra una variació de lluentor entre magnitud +4,79 i +5,20. Encara que catalogat com un variable irregular, estudis recents mostren que presenta certa regularitat, igual que altres estels en la seva mateixa situació.